# Kliment Bojadzjiev

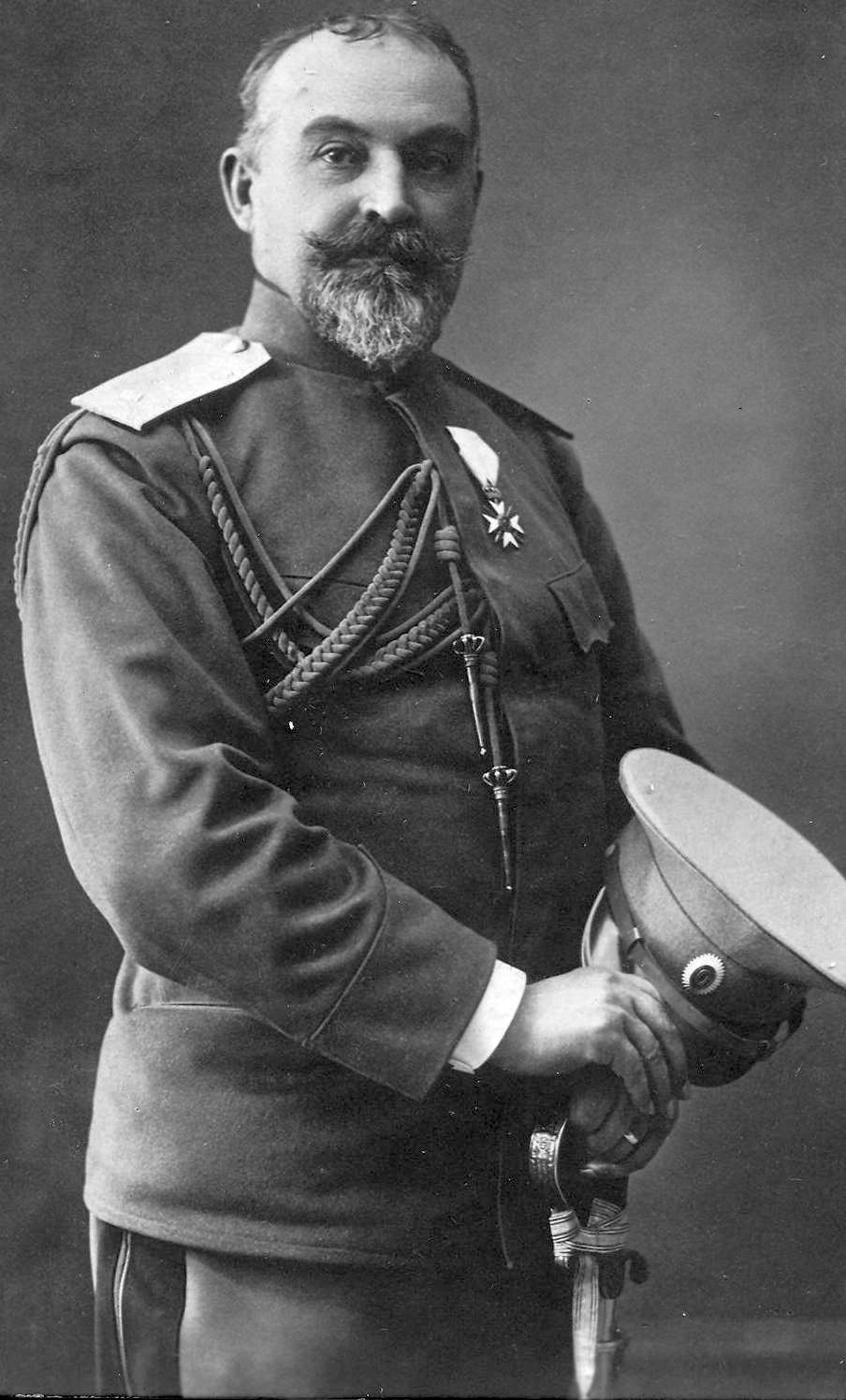
Kliment Bojadzjiev

Kliment Evtimov Bojadzjiev (Климент Евтимов Бояджиев), född 15 april 1861 i Ohrid, Makedonien, Osmanska riket, död 15 juli 1933 i Sofia, Kungariket Bulgarien, var en bulgarisk militär.
Bojadzjiev flyttade redan som ung till Sofia och ingick i bulgariska armén. Han deltog som löjtnant i kriget mot Serbien 1885, genomgick därefter generalstabsakademien i Turin och vann inträde i generalstaben, deltog, som generallöjtnant och chef för fjärde infanterifördelningen, i första Balkankriget 1912–13, blev 1913 krigsminister, 1914 generalinspektör för tredje arméinspektionen och (senare) generalstabschef.
Vid Bulgariens inträde i första världskriget i september 1915 erhöll Bojadzjiev befälet över första armén, med vilken han den 5 november samma år intog Niš och den 23–24 november verksamt bidrog till de allierades seger vid Fushë Kosova. Han fick i uppdrag att förfölja den evakuerande serbiska armén. 
Den serbiska armén, åtföljd av kung Peter I, fortsatte det då det flyktliknande återtåget in i Albanien, där dess huvudstyrka fortsatte mot Skutari. År 1923 dömdes Bojadzjiev som medskyldig till det nationella sammanbrottet till fem års fängelse och förlust av medborgerligt förtroende för alltid.